# Kim Weon-kee
Kim Weon-kee, noto anche come Kim Won-Gi (in hangŭl: 김원기; Hampyeong, 6 gennaio 1962 – Wonju, 27 luglio 2017), è stato un lottatore sudcoreano, specializzato nella lotta greco-romana.

## Biografia
Iniziò a praticare la lotta nel 1981 presso la Chonnam National University, università in cui si è laureeato con un master in fisiologia dell'esercizio nel 1987. Fu convocato in nazionale per la prima volta ad un incontro internazionale ai mondiali di Kiev 1983 in Unione Sovietica, ma non poté partecipare poiché la Sud Corea decise di boicottare l'evento a seguito della decisione sovietica di consentire ai lottatori della Corea del Nord di partecipare al torneo.
Rappresentò la Corea del Sud ai Giochi olimpici di Los Angeles 1984, in cui vinse la medaglia d'oro nel torneo dei pesi piuma, dove sconfisse lo svedese Kent-Olle Johansson in finale.
Si ritirò dalla carriera agonistica nel 1986 quando è emerso il talento di An Dae-hyun, che ha preso il suo posto in nazionale in occasione dei X Giochi asiatici.
Ai Giochi olimpici dei Seul 1988 venne selezionato per portare la bandiera olimpica alla cerimonia d'apertura assieme ai conazionali Yang Jeong-mo, Yu In-tak, Sin Jun-seop, Jo Hye-jeong, Choi Ae-yeong, Yun Su-gyeong e Seo Hyang-sun.
In seguito lavorò come venditore con Samsung Life Insurance fino al 2000. Nel 2009 ottenne un dottorato di ricerca in educazione fisica presso la Kyung Hee University.
Morì all'età di 55 anni a Wonju, colpito da un infarto dopo un'escursione a Chiaksan, una montagna della provincia di Gangwon.

## Palmarès
| Anno | Manifestazione  | Sede        | Evento     | Risultato | Note |
| ---- | --------------- | ----------- | ---------- | --------- | ---- |
| 1984 | Giochi olimpici | Los Angeles | pesi piuma | Oro       |      |